# Neocurtilla hexadactyla
Neocurtilla hexadactyla is een rechtvleugelig insect uit de familie veenmollen (Gryllotalpidae). De wetenschappelijke naam van deze soort is voor het eerst geldig gepubliceerd in 1832 door Perty.